# リーバ・マッキンタイア
リーバ・マッキンタイア（英語：Reba McEntire、1955年3月28日 - ）は、アメリカ合衆国・オクラホマ州マカリスター出身のカントリー歌手。

## 概要
マッキンタイアの音楽キャリアは、地方のラジオ番組やロデオで、彼女の兄弟たちと歌うことから始まった。オクラホマ州のロデオに誘われた際、カントリー歌手のレッド・スティーガルの注意をひいた。スティーガルは彼女をナッシュビル（テネシー州）に連れて行き、1975年にリーバはマーキュリー・レコードと契約した。マッキンタイアは1977年にソロアルバムを発表してから1983年までの間に、マーキュリー・レコードから5枚のスタジオ・アルバムを発表した。
1984年にマッキンタイアはMCAナッシュビル・レコードからアルバム『My Kind of Country』を発表し、そのアルバムからは2曲のトラディショナル・カントリー・サウンドのナンバー1シングル「How Blue」、「Somebody Should Leave」が生まれた。このアルバムの成功は、その後の1980年代から90年代までの彼女の飛躍的な成功へ繋がった。マッキンタイアは25枚のスタジオ・アルバムと、34曲のナンバー1ヒットシングルを発表し、28枚のアルバムはアメリカレコード協会（RIAA）でゴールドディスクまたはプラチナディスクと認定されている。彼女のアルバム『For My Broken Heart』は、女性カントリー歌手が発表したアルバムでは初めてRIAAにダブルプラチナ（200万枚販売）と認定されたものである。
1990年代初期にマッキンタイアは映画『トレマーズ』より、映画での活動を始めた。彼女はブロードウェイでの『アニーよ、銃をとれ』のリバイバルや、テレビ番組のホームコメディ『Reba』で主演をつとめ、ゴールデングローブ賞の主演女優賞（ミュージカル・コメディ部門）にノミネートされた。彼女はカントリーの女王と呼ばれていて、米国内で4,100万枚、世界では5,600万枚以上の売上を記録している。米国内で、彼女はすべてのジャンルの中で7番目の売上を記録している女性歌手であり、男女問わず7番目の売上を記録しているカントリー歌手で、シャナイア・トゥエインに次いで2番目の売上を記録した女性カントリー歌手である。

## 幼少期
リーバ・マッキンタイアこと Reba Nell McEntire は、1955年3月28日にオクラホマ州ピッツバーグ郡キオワの郊外で出生した。彼女の父と祖父はともに投げ縄のチャンピオンで、父は世界チャンピオンに1957年、1958年、1961年の3回なっている。彼女の母は最初カントリー・ミュージック歌手を目指していたが、挫折して学校の教師となった。その代わりに、マッキンタイアの母は子供たちに歌い方を教えた。彼女の父のロデオ・ツアーのための移動車で、マッキンタイア兄妹は歌を教えられてハーモニーを学び、ボーカルグループ Singing McEntires を結成した。メンバーは彼女とその兄、妹（姉は参加しなかった）で、グループはロデオで歌って「The Ballad of John McEntire」を録音した。その曲はインディーズ・レーベルから1,000枚販売された。1974年、マッキンタイアは小学校教師になるため、サウスイースタン・オクラホマ州立大学に入学した（1976年12月16日に卒業）。学校に通っていない間、彼女は地元で歌い続けた。同じ年、オクラホマシティのロデオで国家を歌うことを要請された。クラブで歌っていたとき、カントリー歌手のレッド・スティーガルが彼女のボーカルに感動して、テネシー州ナッシュビルへ連れて行った。デモテーブを録音した後、彼女は1975年にマーキュリー・レコードと契約した。

## ミュージック・キャリア

### 1976年 - 1983年：マーキュリー時代
マッキンタイアは1976年1月22日に、マーキュリー・レコードでシングル「I Don't Want to Be a One Night Stand」でデビューした。しかし、このシングルはビルボード・カントリー・チャートでは5月に88位までしか記録できず、大きなヒットにならなかった。同年9月16日、2ndシングル「(There's Nothing Like The Love) Between a Woman and Man」を発表すると、この曲も1977年3月に86位までしか記録できなかった。同年4月に発表された3rdシングル「Glad I Waited Just for You」も、8月に88位までしか上昇しなかった。同じ月、デビュー・アルバム『Reba McEntire』を発表した。このアルバムはオールミュージックのレビューによると、タニヤ・タッカーやタミー・ウィネットに似ており現在のマッキンタイアのスタイルとは異なっていた。このアルバムは、ビルボードTopカントリー・アルバムチャートにはチャートインしなかった。その後、ジャッキー・ワードと2枚のシングル（「I'd Really Love to See You Tonight」、「That Makes Two of Us」）を発表し、それぞれ20位と26位を記録した)。1979年には2ndスタジオアルバム『Out of a Dream』をマーキュリーから発表した。このアルバムに収録されたパッツィー・クラインのカバー「Out of a Dream」が、1979年11月にビルボード・カントリー・チャートで19位を記録し、マッキンタイアにとって初めてのTop20ヒットとなった。
1980年には「You Lift Me Up (To Heaven)」で彼女にとって初めてのTop10ヒットを記録した。同年10月に発表した3rdスタジオアルバム『Feel the Fire』からは、2枚のTop20ヒットシングルが生まれた。1982年9月の4thアルバム『Heart to Heart』は、初めてビルボードTopカントリー・アルバムチャートにチャートインし、42位を記録した。そのリードシングル「Today All Over Again」はカントリー・チャートでTop5ヒットとなり、2ndシングル「I'm Not That Lonely Yet」は彼女にとってその時点で最大のヒットとなる3位を記録した。アルバムは評論家からは否定的な評価を受けた。オールミュージックのレビューでは、5点満点中2.5点の評価で、その理由は穏やかなポップバラードばかりで彼女の音楽にクリエイティブさが感じられないとしている。このアルバムのほとんどの曲はカントリー・ポップ・スタイルのバラードで、マッキンタイア自身も気に入っていなかった。1982年6月に発表された彼女の5thアルバム『Unlimited』からは、初めてのビルボードでのナンバー1シングル「Can't Even Get the Blues」と「You're the First Time I've Thought About Leaving」が生まれた。翌年に発表された6thアルバム『Behind the Scene』は、評論家から好評価を受けた。1983年にマッキンタイアはマーキュリーからの離脱を発表し、レーベルのカントリー・ポップ制作スタイルを批判した。

### 1984年 - 1990年：飛躍的な成功
マッキンタイアはMCAナッシュビル・レコードから1984年に7thアルバム『Just a Little Love』を発表した。当初このアルバムのプロデューサーはハロルド・シェッドだったが、マッキンタイアは彼が提案するカントリー・ポップ路線を拒絶したため、プロデューサーはノロ・ウィルソンに交代した。それでもまだカントリー・ポップ・サウンドが払拭されていなかったことにマッキンタイアは不満を持ち、MCAの社長であるジミー・ボーウェンへ自分の好みにあう曲をさがすように依頼した。新曲をみつける代わりに、過去のカントリーソングを、新しいアルバム『My Kind of Country』のために録音した。アルバムにはレイ・プライスの「Don't You Believe Her」と「I Want to Hear It from You」、カール・スミスの「Before I Met You」、ファロン・ヤングの「He's Only Everything」、コニー・スミスの「You've Got Me [Right Where You Want Me"]」などを収録した。このアルバムからは2曲のナンバー1ヒット「How Blue」と「Somebody Should Leave」が生まれた。ビルボード・マガジンではマッキンタイアのことをキティ・ウェルズ以来の偉大なカントリー歌手と絶賛し、ローリング・ストーンは彼女のことを最も偉大なカントリー歌手の5人のうちの1人と評論した。『My Kind of Country』はTopカントリー・アルバムチャートで13位を記録した。アルバムにはヴァイオリンやペダル・スチール・ギターなどが使用され、より伝統的なカントリー・サウンドへ狙いを定められていた。マッキンタイアはリッキー・スキャッグスやジョージ・ストレイトと共に、New traditionalist と評された。同年、Country Music Association Awards で最優秀女性ヴォーカルを受賞した。
『My Kind of Country』路線を引き継ぐMCAからの3枚目のアルバム『Have I Got a Deal for You』を、1985年にマッキンタイアは発表した。それはマッキンタイア自身がプロデュースした初めてのアルバムで、ジミー・ボーウェンとの共同プロデュースだった。前回のアルバムと同様に、このアルバムもローリング・ストーンなどから高い評価を受けた。アルバムからの2ndシングル「Only in My Mind」は、マッキンタイア単独でかいた曲で、ビルボード・カントリー・チャートで5位を記録した。1986年1月17日からマッキンタイアはナッシュヴィルのグランド・オール・オプリのメンバーとなった。1986年2月、マッキンタイアは9thスタジオアルバム『Whoever's in New England』を発表した。このアルバムではマッキンタイアとジミー・ボーウェンは、彼女が今まで発表していた伝統的な音楽スタイルとは異なる音楽を取り込んだ。Country Music: The Rough Guide では、タイトルトラックのことを、より大きく感動的で操作的でさえあると評した。タイトルトラックはビルボード・カントリー・チャートで1位を記録し、グラミー賞の最優秀女性カントリー・ヴォーカルを受賞した。さらに、アルバムはマッキンタイアにとって初めてのアメリカレコード協会によってゴールドディスクと認定された（後にプラチナに認定）。年末に、カントリー・ミュージック協会からエンターテイナー・オブ・ザ・イヤーを受賞した。

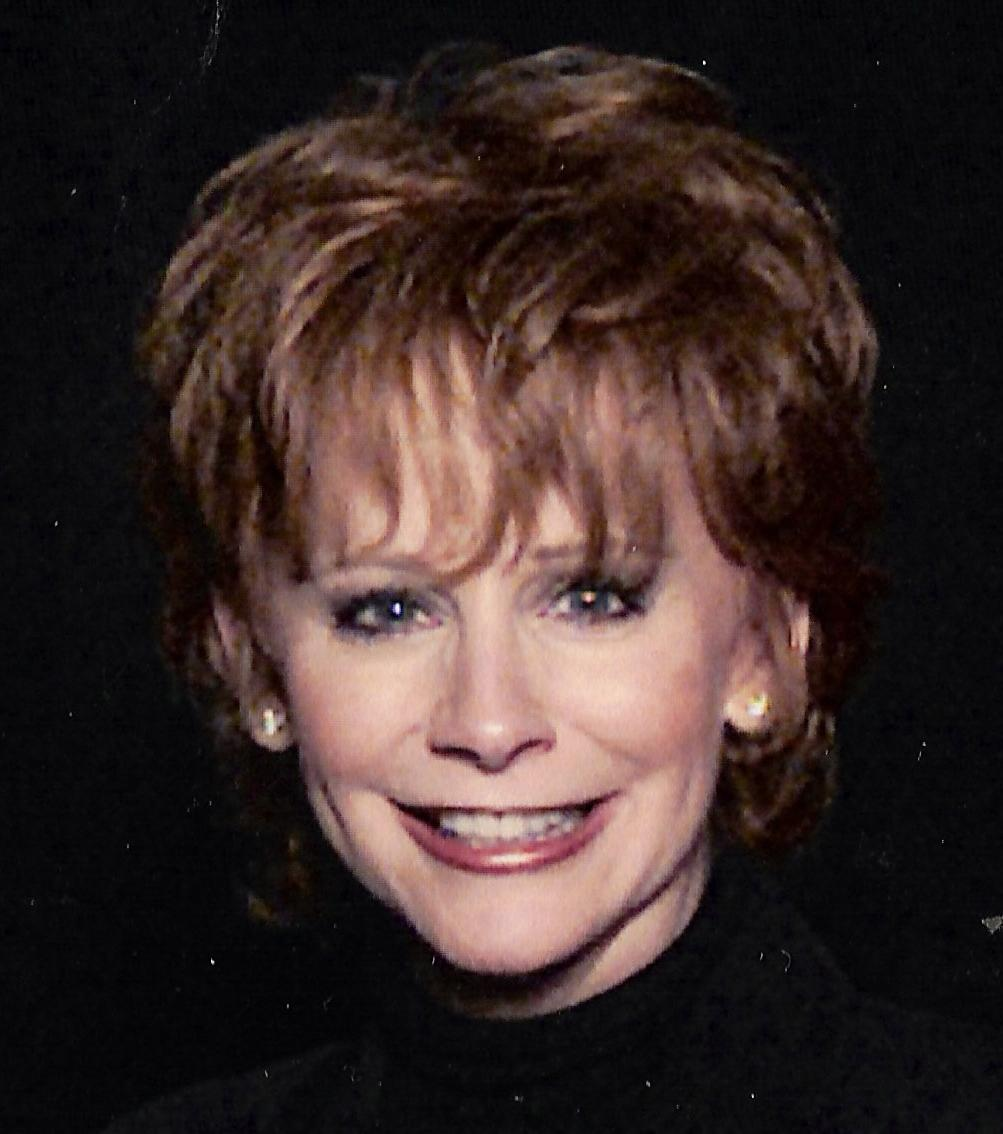
リーバ・マッキンタイア（2005年、ワシントンD.C.）

マッキンタイアが1986年の2枚目のアルバムとして発表した『What Am I Gonna Do About You』は、オールミュージックのレビューでは『Whoever's in New England』のような特徴がないとして、あまり高い評価を受けなかった。タイトルトラックがこのアルバムからのリードシングルで、ナンバー1ヒットとなった。このアルバムからシングルカットされた「One Promise Too Late」についても、ナンバー1ヒットとなった。翌年、彼女のMCAでの最初のコンピレーション・アルバム『Greatest Hits』を発表すると、トリプル・プラチナ・ディスクを認定される売上を記録した。1987年には、12thスタジオ・アルバム『The Last One to Know』を発売した。マッキンタイアによると、夫と離婚した感情をこのアルバムの制作に注ぎ込んだという。このアルバムからのリードシングルとなるタイトルトラックと、2ndシングル「Love Will Find Its Way to You」は、ともにナンバー1ヒットとなった。1987年後半には、彼女にとって初めてのクリスマス・コレクション『Merry Christmas to You』を発表し、全米で200万枚を売り上げ、ダブル・プラチナを認定された。このアルバムには「Away in a Manger」や「Silent Night」などのカバー曲を収録されている。
1988年に発表した13thアルバム『Reba』は、評論家には伝統的なカントリー・サウンドからかけ離れているとして、高い評価は受けなかった。しかし、アルバム自体はプラチナ認定され、「I Know How He Feels」と「New Fool at an Old Game」の2枚のナンバー1シングルを生み出した。さらにジョー・スタッフォードの「A Sunday Kind of Love」のカバーは、ビルボード・カントリー・ミュージック・チャートでTop 5ヒットとなった。1988年にマッキンタイアは、彼女に関する出版・広告・会計・チケット販売やファンクラブなどを管理する会社 Starstruck Entertainment を設立した。この会社は、馬飼育、ジェット・チャーター・サービス、運輸、本の出版などへ事業を広げた。
1989年5月にマッキンタイアは14thスタジオ・アルバム『Sweet Sixteen』を発表した。このアルバムは、ビルボードTopカントリー・アルバムチャートで13週間1位を記録し、ビルボード200で初のTop100以内となる78位を記録した。オールミュージックの評論では、Neo Traditionalist に戻ったことを高く評価され、5点中4.5点を与えられている。リードシングルはエヴァリー・ブラザースのカバー「Cathy's Clown」で、7月にビルボード・カントリー・ミュージック・チャートで1位を記録した。さらに、このアルバムからは3つのTop10ヒット（「Till Love Comes Again」（4位）、「Little Girl」（7位）、「Walk On」（2位））が生まれた。9月には彼女は初のライヴ・アルバム『Reba Live』を発表した。このアルバムは当初ゴールド・ディスクだったが、10年後にはプラチナ認定された。
出産後となる1990年、アルバム『Rumor Has It』を発表した。このアルバムはポップ指向で、各レビューでは賛否両論あった。『Rumor Has It』は1999年までに300万枚販売され、トリプル・プラチナ認定されている。リードシングルの「You Lie」は、15曲目となるカントリー・チャートでのナンバー1を記録した。ボビー・ジェントリーの1969年の曲のカバー「Fancy」と、新曲の「Fallin' Out of Love」は、それぞれビルボード・カントリー・チャートでTop10ヒットとなった。

### 1991年：航空事故と『For My Broken Heart』
1991年3月6日、前年にマッキンタイアが発表したアルバムのツアー中に、8人のバンドメンバーを失った。それは、マッキンタイアがIBM経営陣のために行ったパフォーマンス直後に、バンドメンバーと操縦士・副操縦士の10人が乗ったチャーター・ジェット機がサンディエゴで墜落したためだった。事故当時は近くのホテルに夫と泊まっていたマッキンタイアには、すぐに事故のニュースが報告された。マッキンタイアの広報はロサンゼルス・タイムズに次のように答えた。「彼女は彼ら全員と非常に親しい関係で、彼らのうち何人かは非常に長い間バンドメンバーだった。リーバは家族を失ったようなショックを受けている。彼女はナッシュビルにすぐに帰りたがっている。」
1991年10月に発表された16枚目のアルバム『For My Broken Heart』は、亡くなったバンドメンバーに捧げられたアルバムである。エンターテインメント・ウィークリーのアランナ・ナッシュによると、悲しみの限界を超えた曲を収録している。このアルバムは9ヶ月間で200万枚売れた。ビルボード200で最高13位まで上昇し、ビルボード・トップ・カントリー・アルバム・チャートでは1位を記録した。結局、このアルバムは最終的に400万枚まで売れた。タイトルトラックは16曲目となるナンバー1ヒットとなり、次のシングル「Is There Life Out There」も1位を記録した。3枚目のシングル「The Greatest Man I Never Knew」はTop5ヒットとなり、ビッキー・ロレンスのカバー「The Night the Lights Went Out in Georgia」は12位を記録した。また、このアルバムの収録曲「If I Had Only Known」は1994年の映画『エイト・セカンズ』のサウンドトラックに収録された。

### 1992年 - 1996年：成功の続き
1992年12月にマッキンタイアは、17枚目のスタジオアルバム『It's Your Call』を発表した。このアルバムはビルボード200で8位を記録した。マッキンタイアはこのアルバムは『For My Broken Heart』の第2章であるとコメントした。タイトルトラックはビルボード・ホット・カントリー・シングル＆トラック・チャートで、5位を記録した。このアルバムに収録された曲のうち「The Heart Won't Lie」（ヴィンス・ギルとのデュエット）、「Take It Back」はシングルカットされ、それぞれ1位と5位を記録した。アルバムは100万枚ヒットとなり、RIAAにダブル・プラチナで認定された。
1993年10月、3枚目のコンピレーション・アルバム『Greatest Hits Volume Two』が発売され、ビルボード・トップ・カントリー・アルバム・チャートとビルボード200でそれぞれ1位と5位を記録した。アルバムには既存発表曲とは別に、2曲の新曲が収録された。そのうちの1曲目「Does He Love You」はリンダ・デイビスとのデュエットで、ビルボード・ホット・カントリー・シングル＆トラック・チャートで1位を記録し、グラミー賞のベスト・カントリー・コラボレーション・ウィズ・ボーカルを受賞した。セカントシングル「They Asked About You」はTop10ヒットとなった。このアルバムは最初に200万枚発売され、2×プラチナを認定された。1998年にはRIAAから5×プラチナ認定されている。
1994年に18枚目のスタジオアルバム『Read My Mind』を発表した。このアルバムからは、ビルボード・カントリー・チャートで1位を獲得する「The Heart Is a Lonely Hunter」など5曲のヒットシングルがうまれた。「Till You Love Me」、「Why Haven't I Heard from You」、「And Still」はトップ10ヒットとなり、中でも「Till You Love Me」は彼女自身初めてとなるビルボード・ホット100へのチャートイン（78位）となった。アルバム自体は、ビルボード200とトップ・カントリー・アルバムで2位を記録した。オールミュージックのレビューでは5つ星中4つ星で、「すぐれたカントリー歌手リーバ・マッキンタイアによる、他のすばらしいパフォーマンスの提供」と評価し、さらにアルバムの要素を「少しのソウル、少しのスウィング、少しのポップなど」と書いた。エンターテイメント・ウィークリーは、このアルバムに対して次のように明るい評価をくだした。「90年代の人々の怒り・幻滅を熱いリズムと気味の悪いメロディーで表している。その最高の例は「She Thinks His Name Was John」である。」とした。」その曲はシングルとなり、一夜でエイズとなる女性の話が歌詞となっているため、論争の的となった。歌詞のテーマのせいもあり、ラジオのエアプレイは少なく、15位止まりとなった。『Read My Mind』はマッキンタイアと彼女のレーベルにとって大きなヒットとなり、1995年までに300万枚売れて、RIAAからは3×マルチ・プラチナを認定された。
19枚目のスタジオアルバムは、1995年の『Starting Over』で、1950年代から80年代までの彼女の好きな歌のカバー・アルバムだった。このアルバムは彼女にとって音楽業界デビュー20年目を記念するものだったが、多くの評論家は前のアルバムと比較するとあまりよくない評価をくだした。オールミュージックは、このアルバムのことを「エンターテイメント以外のなんでもない」とコメントした。アルバムにはマッキンタイアが尊敬する多くのアーティストの曲が収録されていて、例えばクリスタル・ゲイルの「Talking In Your Sleep」、「Please Come to Boston」、ドナ・サマーが書いてドリー・パートンが歌った「Starting Over Again」、「On My Own」や「By the Time I Get to Phoenix」などだった。「On My Own」にはゲスト・ボーカルにリンダ・デイヴィスのみでなくマルティナ・マクブライド、トリーシャ・イヤウッドが参加した。否定的な評価を受けていたにもかかわらず、『Starting Over』は発売後2ヶ月でRIAAでプラチナ認定を受けた。シングルとなったのはリー・グリーンウッドの「Ring on Her Finger, Time on Her Hands」のカバーだけだったが、トップ10ヒットシングルとなった。

### 1997年 - 1998年：『What If It's You』

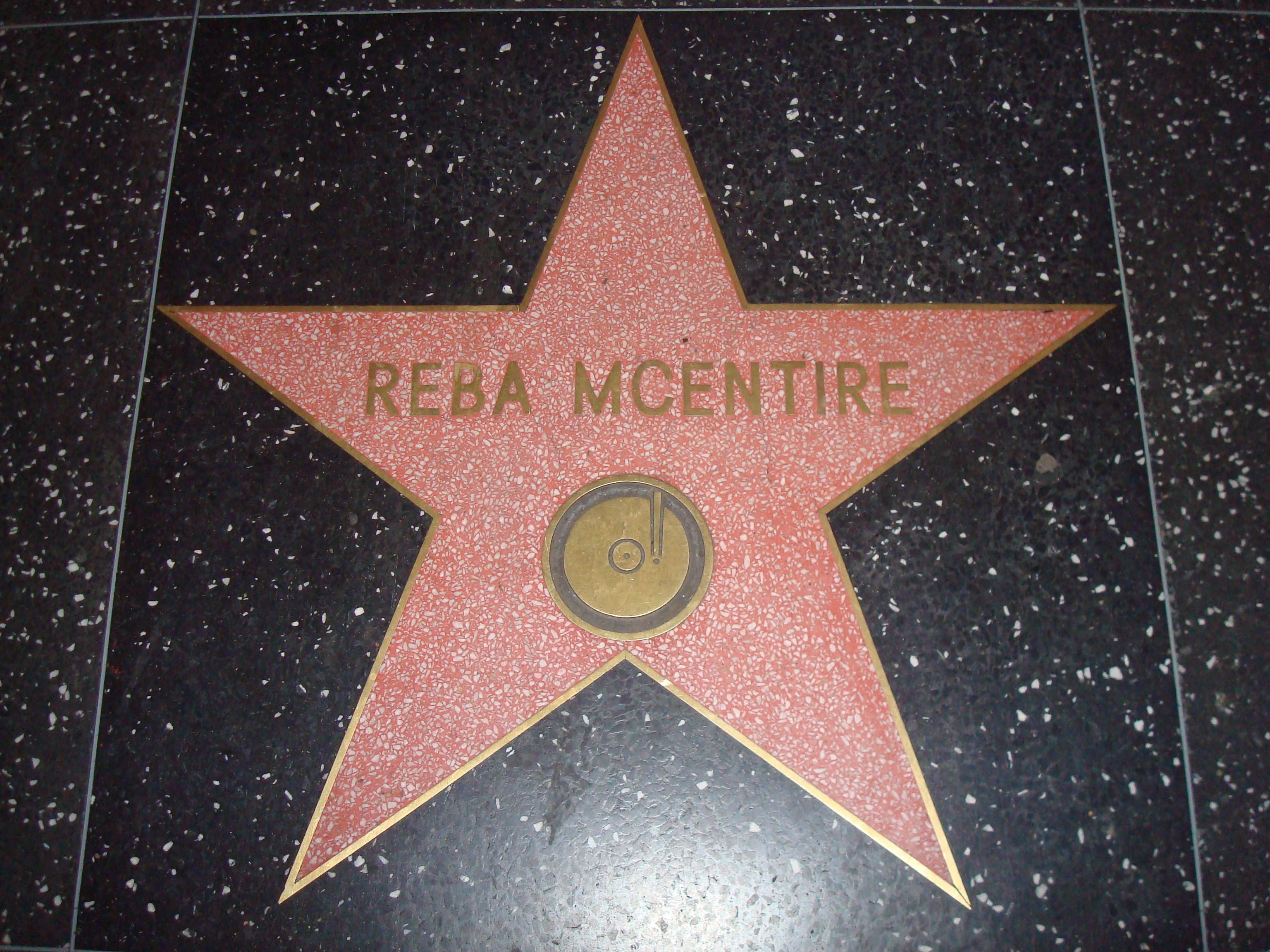
ハリウッド・ウォーク・オブ・フェームのリーバ・マッキンタイアの星

マッキンタイアは20枚目のスタジオアルバム『What If It's You』で音楽シーンに帰ってきた。アルバムからのリードシングル「The Fear of Being Alone」はビルボード・カントリー・ミュージック・チャートで2位を記録し、2枚のシングル（「How Was I to Know」、「I'd Rather Ride Around with You」）はそれぞれ1位と2位を記録した。オールミュージックは、前作『Starting Over』より高く評価し、「彼女のボーカリストとしての優れた才能を思い出されるもの」と記述した。MCAナッシュビルの代表ブルース・ヒントンは、マッキンタイアのアルバムに収録された10曲がすべて「パワフル」で「多くのすばらしいソングライターと曲たちがナッシュビルにあり、リーバはその恩恵に授かった90年代を代表する女性カントリー・アーティストである」とビルボードに語った。『What If It's You』はトップ・カントリー・アルバムで1位とビルボード200で15位を記録し、1999年までに200万枚以上の売上をあげてマルチ・プラチナを認定された。1997年の終わりに、マッキンタイアはチャリティ・シングル「What If」を発表し、23位を記録した。このシングルの収益は救世軍へ寄付された。
1997年、マッキンタイアはカントリー・デュオのブルックス&ダンとツアーを行い、翌年に共演シングル「If You See Him/If You See Her」を発表した。この曲にはマッキンタイアのアルバム『If You See Him』とブルックス&ダンのアルバム『If You See Her』に収録され、6月2日に発売された。オールミュージックのレポートでは、「彼らはすでに目新しいアーティストではなく、若いミュージシャンたちの後ろに隠れてしまう可能性があるベテランであるため、注意をひくために行った」とレポートした。デュエットシングルはビルボード・ホットカントリー・シングルで1998年6月に1位に達し、さらにその年の間に3つのトップ10ヒット（「Forever Love」、「Wrong Night」、「One Honest Heart」）をうみだした。『If You See Him』はビルボード200で8位とトップ・カントリー・アルバムで2位を記録するヒットとなった。

### 1999年 - 2001年：『If You See Him』、『So Good Together』 / クロスオーバーでの成功

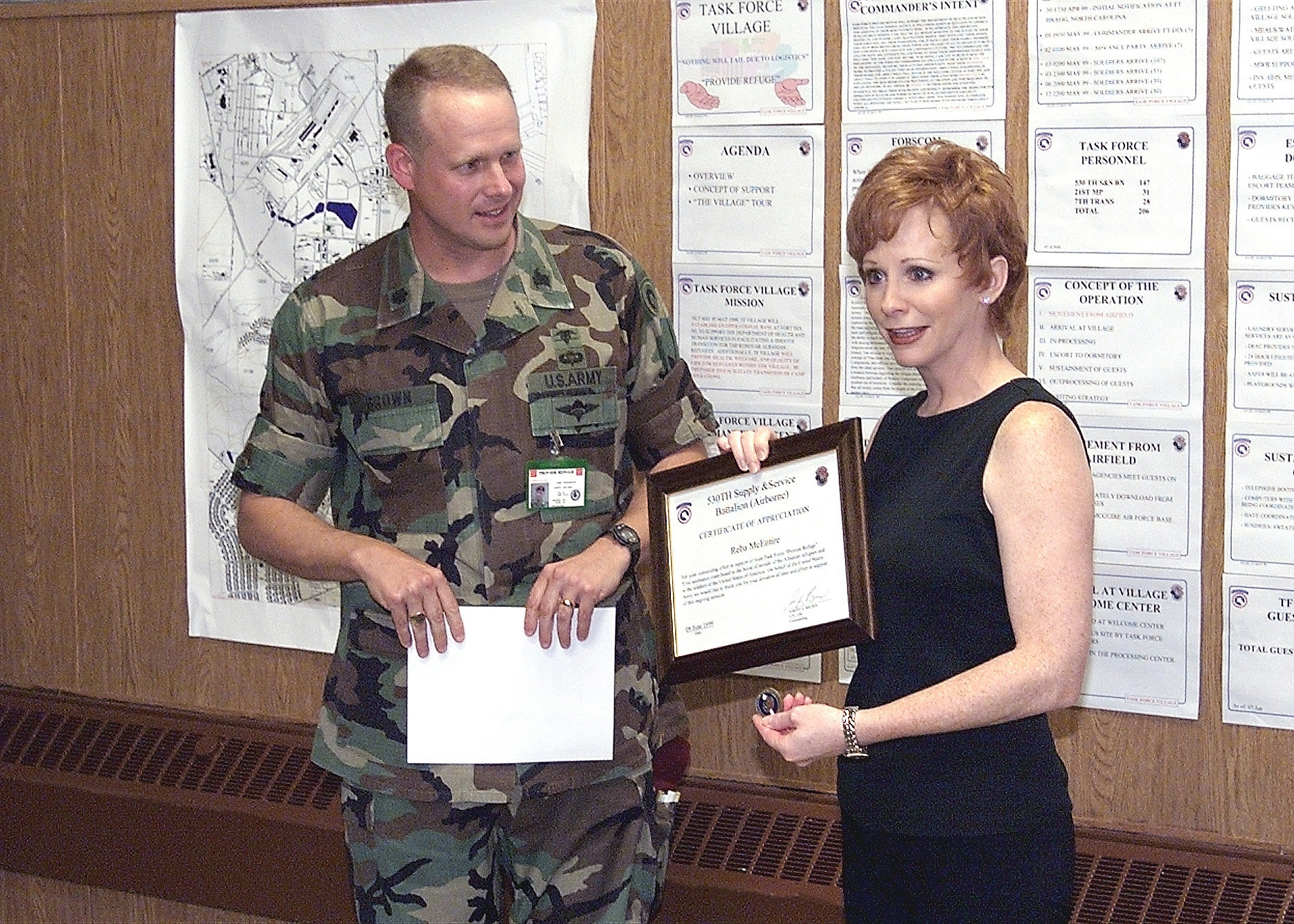
マッキンタイア（右）1999年6月

1999年にマッキンタイアは2枚のアルバムを発表した。まず、9月には彼女にとって2枚目のクリスマス・アルバムとなる『The Secret of Giving: A Christmas Collection』を発売し、アメリカで50万枚の売上を記録した。11月には22枚目位のスタジオアルバム『So Good Together』を発売し、そこから3枚のシングルがうまれた。1stシングル「What Do You Say」と2ndシングル「I'll Be」はともにホット・カントリー・シングル&トラック・チャートでトップ5を記録した。「What Do You Say」は彼女にとって初めてとなるビルボード・ホット100のトップ40ヒットとなり、最高31位を記録した。その後このアルバムはプラチナ認定された。「What Do You Say」が彼女にとって最初のクロスオーバーヒットとなった。『So Good Together』は今までのアルバムとは異なり、マッキンタイアを含めた3人によりプロデュースされている。エンテータイメント・ウィークリーは、このアルバムのことを「風変りで、ボズ・スキャッグスの「ウィー・アー・オール・アローン」をJose e Durvalとの英語・ポルトガル語でのデュエットなどのバラードが多くを占める。」と評した。
2001年には3枚目のベスト・アルバム『Greatest Hits Vol. 3: I'm a Survivor』を発表した。アルバムはマッキンタイアにとって3回目のRIAAゴールド認定をもたらし、それは彼女が音楽史上もっとも売れた女性カントリー・アーティストとなったことを意味する。アルバムからのシングル「I'm a Survivor」は3位となるヒットとなり、それはテレビ番組『Reba』に専念する前の最後のビッグヒットとなった。このアルバムからは他に、ケニー・ロジャースのカバー「Sweet Music Man」が36位を記録した。

### 2003年 - 2007年：音楽業界への復帰
マッキンタイアの76枚目のシングル「I'm Gonna Take That Mountain」は、2年ぶりとなる2003年中旬に発表された。2003年11月には、23枚目となるスタジオアルバム『Room to Breathe』を4年ぶりに発表した。ボストン・グローブ紙に掲載されたレビューでは、アルバム内のトラック「Love Revival」はタニア・タッカーのようだとし、「If I Had Any Sense at All」を哀愁がこめられたカントリー・バラードと呼び、アルバムにはさまざまな音楽スタイルの曲が入っていると評した。カントリー・スタンダード・タイムでは『Room to Breathe』のことを「リスナーの呼吸を最後までもたせない」と評した。リッキー・スキャッグスやパティ・ラブレスのようなブルーグラスの影響を受けた「I'm Gonna Take That Mountain」を、ハイライトとしている。アルバムはビルボード・トップ・カントリー・アルバムで4位を記録するとともに、ビルボード200で25位を記録した。2ndシングルの「Somebody」は、元々マーク・ウィルスのアルバム『Loving Every Minute』の収録曲のカバーで、ビルボード・ホット・カントリー・ソングチャートで彼女にとって6年ぶりとなるナンバー1ヒットとなった。それは彼女にとって、33曲目のナンバー1ヒットである。このアルバムは売れるまで時間がかかったため、マッキンタイアは語っている。「えぇ、それは私たちを心配させたわ。アルバムは11月に出したのだけど、「Somebody」がチャートでのぼったのは30週かかりました。普通は15週です。でも、ビデオを出して復活するのを待ったわ。MCAはお尻を蹴ってくるのよ。」次に出したシングルは「He Gets That from Me」で7位を記録し、その次のシングルはエイミー・ダリーと共作した「My Sister」で16位を記録した。
2005年に、マッキンタイアはコンピレーション・アルバム『Reba#1's』を発表した。このアルバムには33曲のナンバー1ヒットが収録されている。さらに2曲の新曲「You're Gonna Be」、「Love Needs a Holiday」が収録された。両曲ともシングルとして発売され、「You're Gonna Be」は33位を記録したが、「Love Needs a Holiday」は60位で終わってしまい、それは彼女にとって27年ぶりにカントリー・チャートでトップ40に入れないシングルとなってしまった。カントリー・スタンダード・タイムは、「Whoever's in New England」と「You Lie」をこのアルバムのハイライトとしている。このアルバムはトップ・カントリー・アルバムチャートで初登場3位を、ビルボード200で12位を記録し、2年後にはRIAAから2×プラチナ認定を受けた。2007年8月30日、マッキンタイアはCMA賞の女性ボーカル・オブ・ザ・イヤーとボーカル・イベント・オブ・ザ・イヤーにノミネートされた。その2つのノミネートに加えて2008年と2009年に2回ノミネートされ、ドリー・パートンの43回の記録を超えて、リーバはCMA賞で歴代最も多くのノミネート回数（48回）をもつ女性アーティストとなった。
2007年9月18日、マッキンタイアは24枚目のスタジオアルバム『Reba: Duets』を発表した。マッキンタイアは今までのどのアルバムよりこの最新作は特別だと語った。「このアルバムは私のどのアルバムよりも大好きで、なぜなら友人たちと歌ったものだからです。私が一生の中で最も誇りに思うことは友人たちです。その証明がここにあります。」アルバムの宣伝のため、マッキンタイアはラジオ番組とテレビ番組『オプラ・ウィンフリー・ショー』に9月19日に出演した。このアルバムのリードシングル「Because of You」はケリー・クラークソンとのデュエットで（オリジナルはケリー・クラークソンの曲）、ドリー・パートンの記録に並ぶビルボード・ホット・カントリー・ソングチャートで55曲目となるトップ10ヒットとなった。このアルバムは雑誌ポップマターズからは高い賞賛を受けた。「マッキンタイアのボーカルはシロップのよう甘く、とてつもなくパワフルだ。マッキンタイアのボーカルはジャニス・ジョプリンのようにブルージーで、マイアンヌ・フェイスフルのようにとげとげしく、ティナ・ターナーのような魂がある。ただし、リーバの声は3人の歌手があわさっているが、それを南部独特の甘さと紛れもない女性らしさでやわらいでいる。」このアルバムには、ケニー・チェズニー、リアン・ライムス、トリーシャ・イヤウッド、キャロル・キングやジャスティン・ティンバーレイクなどのカントリーとポップ・アーティストとのデュエット10曲を収録している。『Reba: Duets』はトップ・カントリー・アルバムチャートで1位を記録するとともに、彼女の30年のキャリアで初めてとなるビルボード200での初登場1位を記録し、発売初週で300,536枚の売り上げを記録した（ニールセン・サウンドスキャンによる）。2008年1月17日から、マッキンタイアはクラークソンとともにオハイオ州デイトンより『2ワールド・2ボイス・ツアー』を始めた。発売から1ヵ月後となる2007年10月19日、アルバムはアメリカレコード協会よりプラチナ認定を受けた。このアルバムからは他に「Every Other Weekend」がシングルカットされた。この曲のアルバム・バージョンはチェズニーとのデュエットだが、作者でもあるスキップ・ウィングとのデュエットがラジオで流された。

### 2008年 - 2011年：バロリー・ミュージック・グループへの移籍、『Keep On Loving You』・『All The Women I Am』
2008年初め、マッキンタイアは再びブルックス&ダンと共演し、シングル「Cowgirls Don't Cry」を発表した。それはマッキンタイアにとって56曲目のトップ10カントリー・ヒットとなり、ドリー・パートンを抜いて女性ソロアーティストの最多記録となった。2008年11月、マッキンタイアは25年間在席したMCAレーベルから離れ、ビッグ・マシン・レコードのバロリー・ミュージック・グループへ移ることを発表した。なお、MCA在席時に彼女は世界中で6,700万枚のレコードを売り上げて、2つのグラミー賞を受賞している。バロリーへの移籍は、そのレーベルの社長であるスコット・ボルチェッタによるものが大きく、その人は1990年代の大部分をMCAの副社長として働いていた。マッキンタイアはレーベル移籍について次のように述べている。「バロリー・チームに加わるのは、ぞくぞくするわ。スコットは私のキャリアの最大のシングルたちに、一体となって取り組んだ人です。今度、また一緒に仕事することに対して興奮しています。」
2009年4月5日、バロリーへ移って初めてとなるシングル「Strange」を発表し、CMA賞で観客の前で演奏した。この曲はビルボード・ホット・カントリー・ソングチャートで初登場39位を記録すると11位まで上昇した。2009年8月18日に発表には、彼女のソロ・スタジオアルバムとしては6年ぶりとなる26枚目のスタジオアルバム『Keep On Loving You』を発表した。このアルバムは評論家たちからはポジティブな評価を受け、そのうちThe 9513のジム・マレックは『Keep On Loving You』を5つ星中3.5点をつけた。マレックは「Strange」を高く評価し、そのマッキンタイアのパフォーマンスを「スター」であると評した。批判を受けたのは4曲目のトラック「I Want a Cowboy」で、「止まったり進んだりするメロディが腹立たしく、17歳のときのライラ・マッキャンの方が適している歌詞。こういう曲がアルバムいっぱいに入っていれば、最悪のアルバムとなっていたでしょう。」と批判した。8月26日、『Keep On Loving You』はビルボードのカントリー・アルバムチャートとビルボード200で1位を記録し、初週96,000枚の売上を記録した。このアルバムで、マッキンタイアはロレッタ・リンの記録を抜いてビルボードで最も多くのナンバー1アルバムをもつ女性カントリー・アーティストとなった。
8月18日、アルバムからの2ndシングル「Consider Me Gone」を発表し、ホット・カントリー・シングルチャートで初登場51位を記録した。このシングルは12月にはマッキンタイアにとって34曲目となるナンバー1シングルとなった。その後4週間1位に滞在し、この曲は彼女のキャリアの中で最も長い間1位に滞在した曲となった。
マッキンタイアの34枚目のスタジオアルバム『All the Women I Am』は、2010年11月9日にバロリー・ミュージック・グループから発売された。このアルバムのリードシングル「Turn On the Radio」は2010年8月3日に、ミュージック・ビデオは2010年8月18日に発売された。『All the Women I Am』は発表と同時に、批評家たちからポジティブな評価を受けた。メタクリティックによる評価では100点満点中72点だった。2010年11月10日、マッキンタイアはアルバム収録曲「If I Were a Boy」をCMA賞で演奏した。2010年12月20日、マッキンタイアは「Turn On the Radio」で35曲目となるビルボード・ナンバー1シングルを記録した。『All the Women I Am』からの2ndシングル「If I Were a Boy」は2011年1月に発表されたが、前のシングルとは異なりラジオのエアプレイが少なく、カントリー・チャートで22位止まりだった。
2011年3月1日、マッキンタイアはカントリー・ミュージック殿堂入りすると、カントリーミュージック協会が発表した。しかし、マッキンタイアの父が脳卒中を起こして昏睡状態となったため、マッキンタイアは発表の場に出席できなかった。2011年5月22日にカントリー・ミュージック殿堂博物館で行われた授賞式で、リーバのアイドルであるドリー・パートンから、リーバは殿堂入りを祝福された。
2011年3月28日、マッキンタイアはアルバムからの3rdシングル「When Love Gets A Hold of You」を2011年4月11日に発売することを発表した。また、31都市に渡ってこの秋にツアーを行うことを発表した。

## 女優としてのキャリア

### 1990年 - 1999年：映画とテレビにデビュー
1980年代後半、マッキンタイアの多くのミュージック・ビデオは「ミニ・ムーヴィー」と言われていた。それぞれのビデオの中で彼女は異なる役を演じており、他のアーティストのビデオとは一線を画していた。1980年代後半、マッキンタイアは女優としてのキャリアに興味を持つようになり、エージェントを雇った。1989年、ABCネットワークのテレビ番組『グッド・モーニング・アメリカ』で共同司会者をつとめた。
1990年、彼女はケヴィン・ベーコン主演のホラー・コメディ映画『トレマーズ』で、映画デビューを果たした。映画の内容は、地底の虫のような生物と戦うネバダの人々の物語である。この映画への出演以降、マッキンタイアは役者としての仕事に強い関心をもつようになり、それ以降彼女の第2のキャリアとなった。翌年、ケニー・ロジャースやバート・レイノルズとともにテレビ映画『ザ・ギャンブラー・リターンズ　ザ・ラック・オブ・ドロー』で主役を演した。1994年、マッキンタイアはロブ・ライナー監督の映画『ノース 小さな旅人』に出演し、テキサスのママを演じた。この映画は否定的な評価を受け、オールムーヴィーの採点では5つ星中2.5点だった。
1994年、彼女の曲「Is There Life Out There」と同じ名前のテレビ映画『Is There Life Out There?』でマッキンタイアは主役を演じた。翌年、ウエスタンのカウガールであるカラミティ・ジェーン（アンジェリカ・ヒューストンが演じた）の伝記テレビ映画『バッファロー・ガールズ』に出演した。彼女はジェーンの友人のアニー・オークレイを演じ、『バッファロー・ガールズ』はエミー賞にノミネートされた。90年代中旬、映画『タイタニック』のオーディションを受け、モリー・ブラウンの役を獲得した。しかし、映画の製作は当初予定よりも延期され、彼女のコンサートのスケジュールと重なってしまったため、その役を辞退した。なお、その役はキャシー・ベイツが引き継いだ。1998年にはマッキンタイアのヒットシングルと同じ名前のテレビ映画『Forever Love』で主演をつとめた。

### 2000年 - 2007年：ブロードウェイとテレビ・シリーズ
2001年はじめ、マッキンタイアはブロードウェイのミュージカル『アニーよ、銃をとれ』のリバイバルで主演をつとめた。かつて映画『バッファロー・ガールズ』で演じた役と同じアニー・オークレイを演じたため、いくつかの新聞からは批判を受けたが、そのうちの1つであるニューヨーク・タイムズは「今シーズンのミュージカル・コメディの女優の中で、無条件にベスト・パフォーマンスである」と絶賛した。マッキンタイアはミュージカルについて、「私がこれまで経験した中で最も厳しい仕事の1つ」だと語った。
2005年には、マッキンタイアはブロードウェイ・ミュージカル『南太平洋』のカーネギー・ホールでの公演で、ネリー・フォーブッシュを演じた。それがジョセフ・ケーブル役のアレック・ボールドウィン、エミール・デ・ベック役のブライアン・ストークス・ミッチェルとともに、主演である。このミュージカルは2006年にはテレビでも放映された。
2001年10月、WBネットワークはマッキンタイア主演の30分間のホームコメディのテレビ番組『Reba』を始めた。ショーは離婚する母リーバ・ハートを中心とする話で、彼女が夫と離婚し、その10代の娘が妊娠して命について学んでいく。『リーバ』は大きな称賛と成功を得て、18歳から49歳までの大人に最も評価されるテレビ番組となった。ショーは6シーズンも続き、ゴールデン・グローブ賞にマッキンタイアはノミネートされた。2006年にはシリーズはCWネットワークに移ってもう1シーズンを放送し、最終回の2007年2月18日の放送では世界中で870万人から視聴された。

## 音楽スタイルと影響
マッキンタイアの音は、ボブ・ウィルス、マール・ハガード、ドリー・パートン、バーバラ・マンドレルとパッツィ・クラインといったカントリー・ミュージックの影響を受けている。大学時代、マッキンタイアはオクラホマ-テキサス間のダンスパーティに忍び込んでボブ・ウィルスの音楽にあわせて踊っていた。彼女は「マール・ハガードがこれまでに出していたすべてのアルバムを持っている」と語るほど影響を受けており、兄や妹とともに「ハガードが歌ったすべての歌」を歌った。また、マッキンタイア自身によれば、彼女の最初のヒット曲「Sweet Dreams」は、パッツィ・クライン・バージョンのカバーである。マッキンタイアの音楽は伝統的なカントリー・ミュージックだけではなく、カントリー・ポップ、メインストリーム・ポップ、ソウル、アダルト・コンテンポラリやR&Bのジャンルへのアプローチもある。そのたびに、彼女の音楽は伝統的なカントリー・ミュージックから外れることで、しばしば批判された。特に1988年のアルバム『Reba』においては、多くの音楽評論家が彼女について「メロドラマ風」「ありきたり」「大げさ」だと批判した。その後に発表されたスタジオアルバム『Sweet Sixteen』、『Rumor Has It』、『It's Your Call』や『Starting Over』も、しばしば同様に記述された。
マッキンタイアはコントラアルトの声を出す ときに、しばしばビブラートをかけるために音符をふるわす「ボーカル体操」(vocal gymnastics) をする。マッキンタイアのこの技はドリー・パートンの影響を受けている。彼女はパートンのレコードを聞いて、パートンの「ボーカル体操」のスタイルがとてもかわいいと感じ、自分のスタイルを見つけることができたと述べている。
マッキンタイアはよくカントリー・ミュージック界を代表する女性アーティストだと言われていた。彼女は従来のボーカル・スタイルを変更することなく常に現代の音を取り入れることにより、20年以上にわたり最も人気のある女性アーティストとしての地位を保った。フェイス・ヒル、マルティナ・マクブライド、トリーシャ・イヤウッドやリアン・ライムスなどのたくさんのカントリー・ミュージックのアーティストに対して、彼女は影響を与えた。また、彼女は他の音楽ジャンルのアーティストであるサラ・エヴァンス、ケリー・クラークソン、リー・アン・ウーマック、テリ・クラーク、テイラー・スウィフト、キャリー・アンダーウッドにも尊敬されている。ネット・ミュージック・カウントダウンは次のようにレポートしている。「彼女の影響は、様々な面にあらわれた。彼女は優雅で気さくに見られることを意識し、その方法を教えた。同様に重要なのは、彼女がどれだけ何ができるか、限界を受け入れるのを拒否することを他人が示す。マッキンタイアはオンラインウェブサイト上で「たとえ何をしていても私はカントリー・ミュージックを代表しているように感じます。私のキャリアは、誠実さからできています。どこに私が行こうとも、カントリー・ミュージックの旗を振っているように感じますが、それを誇りに思うことはできなかったです。」と説明している。」

## 私生活
マッキンタイアの2人の兄妹（Singing McEntires のメンバー）は、音楽業界でキャリアを積んでいった。兄のペイク・マッキンタイアは、1980年代後半から1990年代前半までに成功したカントリー歌手である。彼女の妹であるスージー・ルチシンガーは、クリスチャン・ミュージックで成功した歌手である。また、彼女には姉もいる
。
1976年にマッキンタイアは国民的な闘牛チャンピオンと結婚し、夫婦でオクラホマで牧場を運営した。1987年、マッキンタイアは離婚してテネシー州ナッシュビルへ移った。彼女は後にカントリー・ミュージック誌へ離婚について語っている。「私はある日、荷造りして出ていなければならなかった。すべてやりなおした。」夫は彼女が家事に専念させたがったが、マッキンタイアはより多くを音楽活動に費やしたかった。マッキンタイアはこう述べている。「私はもう少女ではなかったので、彼の言うとおりに従えなかった。」
1989年、マッキンタイアは彼女のマネージャでスティール・ギター奏者と結婚し、タホ湖のボートの上で式を挙げた。そして、夫婦はマッキンタイアのキャリアすべてを買い取って、彼女のマネジメントをする Starstruck Entertainment を結成した。マッキンタイアは再婚後、受け継いだ3人の継子に加え、1990年に息子を出産した。夫婦は20回目の結婚記念日を迎え、彼女は円満な結婚生活の秘訣は「尊敬と信頼、愛、信用、そしてたくさんの忍耐」だと語った。

## 受賞歴
マッキンタイアは、アカデミー・オブ・カントリーミュージックのトップ女性ボーカリスト賞（7回）と、アメリカン・ミュージック・アワードの最優秀カントリー女性アーティスト（12回）の最多記録を持ち、マルティナ・マクブライドと並ぶカントリーミュージック協会の女性ボーカリスト・オブ・ザ・イヤー（4回）のタイ記録をもつ。彼女はカントリーミュージックの歴史上ただ2人だけが達成した4つのディケイドでナンバー1ヒットをもつ女性アーティストで、ソロ曲に限れば4つのディケードでナンバー1を記録した女性は彼女のみである。

## ディスコグラフィ
スタジオ・アルバム
- Reba McEntire （1977年）
- Out of a Dream （1979年）
- Feel the Fire （1980年）
- Heart to Heart （1981年）
- Unlimited （1982年）
- Behind the Scene （1983年）
- Just a Little Love （1984年）
- My Kind of Country （1984年）
- Have I Got a Deal for You （1985年）
- Whoever's in New England （1986年）
- What Am I Gonna Do About You （1986年）
- The Last One to Know （1987年）
- Reba （1988年）
- Sweet Sixteen （1989年）
- Rumor Has It （1990年）
- For My Broken Heart （1991年）
- It's Your Call （1992年）
- Read My Mind （1994年）
- Starting Over （1995年）
- What If It's You （1996年）
- If You See Him （1998年）
- So Good Together （1999年）
- Room to Breathe （2003年）
- Reba: Duets （2007年）
- Keep On Loving You （2009年）
- All the Women I Am （2010年）
- Love Somebody (2015年)
- My Kind of Christmas (2016年)
- Sing It Now: Songs of Faith & Hope (2017年)
- Stronger Than the Truth (2019年)

ホリデイ・アルバム
- Merry Christmas to You （1987年）
- The Secret of Giving: A Christmas Collection （1999年）

ライヴ・アルバム
- Reba Live （1989年）

コンピレーション・アルバム
- The Best of Reba McEntire （1985年）
- Reba Nell McEntire （1986年）
- Greatest Hits （1987年）
- Greatest Hits Vol. 2 （1993年）
- Oklahoma Girl （1994年）
- Moments and Memories: The Best of Reba （1998年）
- I'll Be （2000年）
- Greatest Hits Volume III: I'm a Survivor （2001年）
- 20th Century Masters: The Christmas Collection: The Best of Reba （2003年）
- Reba Number 1's|Reba #1's （2005年）
- 20th Century Masters: The Millennium Collection: The Best of Reba McEntire （2006年）
- Love Revival （2008年）
- 50 Greatest Hits （2008年）

## フィルモグラフィ
| 年   | タイトル                               | 役                   | 備考                         |
| ---- | -------------------------------------- | -------------------- | ---------------------------- |
| 1990 | トレマーズ                             | ヘザー・ガンマー     | サターン助演女優賞ノミネート |
| 1994 | マーヴェリック                         | 見物人               | クレジットされていない       |
| 1994 | ノース 小さな旅人                      | テキサスのママ       |                              |
| 1994 | ちびっこギャング                       | A.J. Ferguson        |                              |
| 2001 | ジュエルに気をつけろ!                  | Dr. Green            |                              |
| 2006 | きつねと猟犬2 トッドとコッパーの大冒険 | ディキシー           | 声の出演                     |
| 2006 | シャーロットのおくりもの               | 牛のベッツィー       | 声の出演                     |
| 2011 | Wanderlust                             | Naomi                |                              |
| 2019 | スパイ in デンジャー Spies in Disguise | ジョイ・ジェンキンス | 声の出演                     |

| 年         | タイトル                                              | 役                       | 備考 |
| ---------- | ----------------------------------------------------- | ------------------------ | --- |
| 1991       | ザ・ギャンブラー・リターンズ ザ・ラック・オブ・ドロー | バーガンディ・ジョーンズ | |
| 1993       | Evening Shade                                         | リーバ・マッキンタイア   | 1エピソード（2部）のみ |
| 1993       | ザ・マン・フローム・レフト・フィールド                | Nancy Lee Prinzi         | |
| 1994       | そりゃないぜ!? フレイジャー                           | レイチェル               | 1エピソードのみ |
| 1994       | Is There Life Out There                               | Lily Marshall            | |
| 1995       | バッファロー・ガールズ                                | アニー・オークレイ       | |
| 1997       | Dr.マーク・スローン                                   | リーバ・マッキンタイア   | 1エピソードのみ |
| 1998       | Forever Love                                          | Lizzie Brooks            | |
| 1998       | Hercules                                              | Artemis                  | 2エピソードのみ |
| 1999       | Secret of Giving                                      | Rose Cameron             | |
| 2001- 2007 | Reba                                                  | リーバ・ハート           | ピープルズ・チョイス・アワード Favorite Female Performer in a New Television Series (2002年) ゴールデングローブ賞 主演女優賞 (ミュージカル・コメディ部門)ノミネート (2004年) |
| 2009       | The Singing Bee                                       | リーバ・マッキンタイア   | 1エピソードのみ |
| 2010       | The Buried Life                                       | リーバ・マッキンタイア   | 1エピソードのみ |
| 2010       | Better With You                                       | Wedding Planner          | 1エピソードのみ |
| 2011       | Working Class                                         | Renee                    | 1エピソードのみ |
| 2011       | When I Was 17                                         | リーバ・マッキンタイア   | 1エピソードのみ |
| 2020-2022  | ヤング・シェルドン Young Sheldon                      | ジューン                 | |

| 年   | タイトル                                     | 役             | 備考                                                  |
| ---- | -------------------------------------------- | -------------- | ----------------------------------------------------- |
| 2001 | アニーよ、銃をとれ                           | Annie Oakley   | ドラマ・デスク・アワード シアター・ワールド・アワード |
| 2006 | South Pacific: In Concert from Carnegie Hall | Nellie Forbush |                                                       |

## 関連書籍
- Bufwack, Mary A. (1998). "Reba McEntire". In The Encyclopedia of Country Music. Paul Kingsbury, Editor. New York: Oxford University Press. p. 339 (birth year listed as 1954).